# Omloop Het Nieuwsblad 2011
L'Omloop Het Nieuwsblad 2011, sessantaseiesima edizione della corsa, valido come evento dell'UCI Europe Tour 2011 categoria 1.HC, si svolse il 26 febbraio 2011 per un percorso di 203 km. Fu vinto dall'olandese Sebastian Langeveld, che terminò la gara in 5h18'03".
Furono 97 in totale i ciclisti che parteciparono alla competizione.

## Squadre e corridori partecipanti
| N.      | Cod. | Squadra                |
| ------- | ---- | ---------------------- |
| 1-8     | SKY  | Sky Procycling         |
| 11-18   | GRM  | Team Garmin-Cervélo    |
| 21-28   | VCD  | Vacansoleil-DCM        |
| 31-38   | QST  | Quickstep Cycling Team |
| 41-48   | OLO  | Omega Pharma-Lotto     |
| 51-58   | ALM  | AG2R La Mondiale       |
| 61-68   | BMC  | BMC Racing Team        |
| 71-78   | THR  | HTC-Highroad           |
| 81-88   | KAT  | Katusha Team           |
| 91-98   | RAB  | Rabobank Cycling Team  |
| 101-108 | LEO  | Team Leopard-Trek      |

| N.      | Cod. | Squadra                      |
| ------- | ---- | ---------------------------- |
| 111-118 | LAN  | Landbouwkrediet              |
| 121-128 | TSV  | Topsport Vlaanderen-Mercator |
| 131-138 | VWA  | Veranda's Willems-Accent     |
| 141-148 | ASA  | Acqua & Sapone               |
| 151-158 | BSC  | Bretagne-Schuller            |
| 161-168 | COF  | Cofidis, le Crédit en Ligne  |
| 171-178 | FDJ  | FDJ                          |
| 181-188 | APP  | Team NetApp                  |
| 191-198 | SAU  | Saur-Sojasun                 |
| 201-208 | SKS  | Skil-Shimano                 |
| 211-218 | EUC  | Team Europcar                |

## Ordine d'arrivo (Top 10)
| Pos. | Corridore           | Squadra      | Tempo    |
| ---- | ------------------- | ------------ | -------- |
| 1    | Sebastian Langeveld | Rabobank     | 5h18'03" |
| 2    | Juan Antonio Flecha | Sky          | s.t.     |
| 3    | Mathew Hayman       | Sky          | a 1'01"  |
| 4    | Yoann Offredo       | FDJ          | a 1'04"  |
| 5    | Luca Paolini        | Katusha      | a 1'21"  |
| 6    | Niki Terpstra       | Quickstep    | a 1'24"  |
| 7    | Martijn Maaskant    | Garmin       | a 1'30"  |
| 8    | Manuel Quinziato    | BMC          | s.t.     |
| 9    | Jürgen Roelandts    | Omega Pharma | s.t.     |
| 10   | Lars Boom           | Rabobank     | s.t.     |